# Robert Götz
Robert Götz (* 9. März 1892 in Betzdorf; † 15. Februar 1978 in Dortmund) war ein deutscher Rundfunkredakteur, Musikpädagoge, Dichter und Komponist vieler in der Jugendbewegung gesungener Lieder, von denen einige noch heute bekannt und beliebt sind.

## Leben
Der gebürtige Betzdorfer verbrachte, da sein Vater eine Anstellung in Oberschlesien bekommen hatte, dort einen Teil seiner Kindheit und Jugend. Etwa in den Jahren 1904/05 kam er zur Wandervogelbewegung und initiierte auch selbst mit Freunden eine örtliche Wandervogelgruppe. Mit dieser Gruppe machte er in der schulfreien Zeit regelmäßig längere Wanderungen, auf denen auch viel gesungen wurde. Hier erhielt er die ersten Anregungen, eigene Wanderlieder zu schreiben. Nach Abschluss der höheren Schule leistete er seine Rekrutenzeit in Wesel ab. Das anschließende Musikstudium in Köln wurde durch den Ersten Weltkrieg unterbrochen. Ab 1932 war Götz als Leiter der Abteilung für Landschaftssendung und Volksmusik beim Kölner Rundfunk (Westdeutscher Rundfunk AG Köln, ab 1934 Reichssender Köln) tätig. 
Zum 1. Mai 1933 trat er der NSDAP bei (Mitgliedsnummer 2.138.434). Weil ihm das Mobbing vonseiten der Hitlerjugend unerträglich wurde, zog er 1935 nach Bochum; hier war er freiberuflich in der Volkstumsarbeit tätig und schuf Heimatlieder, Volkstänze und Laienspiele. Nach der Rückkehr aus dem Zweiten Weltkrieg war er ab 1946 im Kreis Iserlohn in der musikalischen Jugendbetreuung tätig. Ab 1953 arbeitete er als Musikpädagoge in Dortmund. Von hier aus fuhr er regelmäßig nach Bochum, wo er im Naturfreundehaus mit der örtlichen Oberschlesischen Jugend selbstkomponierte Lieder und andere Volkslieder sang. Auch andere Jugendgruppen, wie Pfadfinder, evangelische und katholische sowie sozialistische Gruppen, luden ihn regelmäßig zu ihren Treffen ein, seine Lieder vorzutragen und mit ihnen zu singen. Noch bis 1961 verfasste er Lehrbücher für das Spielen von Instrumenten, und bis 1966 gab er Liederbücher heraus. Am 19. Februar 1973 erhielt Götz das Bundesverdienstkreuz 1. Klasse für seine Verdienste um die Volksmusik. In seiner Wahlheimat Dortmund ist er 1978 im Alter von fast 86 Jahren gestorben.
Seine Heimatstadt Betzdorf und die Stadt Dortmund haben Straßen nach ihm benannt. Götz’ Popularität zeigt sich auch darin, dass die Nachricht von seinem Tod 1978 von der Nachrichtenagentur AP weltweit verbreitet wurde. Und auch der Zeitung Bild war der Tod Robert Götz’ eine Schlagzeile wert: „Der Mann, der Heino berühmt machte“.

## Werke
Bereits mit 24 Jahren vertonte Robert Götz Wildgänse rauschen durch die Nacht, ein Gedicht, das Walter Flex 1915 im Ersten Weltkrieg an der Westfront geschrieben hatte. 1920 folgte seine wohl berühmteste Melodie zu dem Text von Hans Riedel Aus grauer Städte Mauern (4. Strophe von Hermann Löns) – ein Lied, das lange vor seinem Druck 1932 in dem vom Komponisten herausgegebenen gleichnamigen Liederbuch „eine Art Hymne der Jugendbewegung“ wurde. Ebenfalls aus dem Jahr 1920 stammt die Vertonung des in jugendbewegten Kreisen viel gesungenen Liedes Jenseits des Tales standen ihre Zelte auf einen Text von Börries von Münchhausen.
Robert Götz hat über 500 Stücke vertont, darunter Gedichte von Matthias Claudius (z. B. Liebe, liebe Sonne), Robert Burns (Ein schöner Tag zu Ende geht), Ludwig Uhland (Noch ahnt man kaum der Sonne Licht), Joseph Freiherr von Eichendorff (Wenn die Meeresbäche schäumen), August Heinrich Hoffmann von Fallersleben (Es flammt mein Herz, es schwillt mein Mut), Theodor Storm (Musikanten müssen wandern), Theodor Fontane (An einem Sonntagmorgen), Hermann Löns (Ich suche auf der Heide und bin so ganz allein) und weitere weniger bekannte Gedichte von Hermann Hesse, Werner Bergengruen, Manfred Hausmann, Agnes Miegel, Walter Dehmel u. v. a.
Daneben hat Götz viele Chorsätze verfasst, eigene Texte geschrieben, wie z. B. Ein bisschen mehr Freude und weniger Streit; Die Wellen rauschen im Winde und singen ein seltsames Lied; Die Sonne grüßt das weite Land, uns treiben die wehenden Lüfte und Was sollen wir trinken, wir haben keinen Wein sowie zahlreiche Liederbücher und einige Lehrbücher, wie Blockflötenschule nach Art der alten Pfeifer (1930) und Spiel auf der Gitarre, einfach und gekonnt (1961), herausgegeben.

## Weitere Veröffentlichungen
- Heraldische Musik. 12 Hefte. Günther Wolff, Plauen i. V. 1925–1927.
- Frisch auf zum Tanz, Handwerkerlieder und -tänze. Köln 1929.
- Wir traben in die Weite – Lieder einer deutschen Jungenschaft. Günther Wolff, Plauen i. V. 1931.
- Heraldische Musik für Signalhörner, Fanfaren, Blockflöten, Landsknechtstrommeln und andere Instrumente. Günther Wolff, Plauen i. V. 1931.
- Aus grauer Städte Mauern – Neue Lieder einer deutschen Jungenschaft. Günther Wolff, Plauen i. V. 1932.
- Wenn wir des Morgens ausmarschieren: Soldaten-, Marsch- u. Wanderlieder. Voggenreiter, Potsdam 1934.
- Haime, Laiw Haime, Lieder in westfälischer Mundart. Voggenreiter, Potsdam 1940.
- Wir fahren in die Welt – Alte und neue Lieder von Robert Götz. Voggenreiter, Bad Godesberg 1960.
- Ich wollte Volkslieder schreiben. Gespräche mit Ernst Klusen (= Musikalische Volkskunde. Materialien und Analysen. 6 = Forschungen zur westfälischen Musikgeschichte. 3). Hans Gerig, Köln 1975, ISBN 3-87252-094-6.